# Yabré
Pour l’article homonyme, voir Martine Yabré.
Yabré est une commune située dans le département de Tansobentenga de la province de Kouritenga dans la région du Centre-Est au Burkina Faso.